# Тетраиодид селена
Тетраиодид селена — бинарное неорганическое соединение
селена и иода
с формулой SeI4,
тёмно-серые кристаллы,
разлагается в воде.

## Получение
- Непосредственное взаимодействие чистых веществ:

{\displaystyle {\mathsf {Se+2I_{2}\ {\xrightarrow {}}\ SeI_{4}}}}

## Физические свойства
Тетраиодид селена образует тёмно-серые кристаллы.